# 鹿蹄草科
鹿蹄草科共有4属已知36种，分布于北半球的温带地区，中国有约32种，4属都有，分布在全国各地，东北和西南种类最多。
鹿蹄草科植物为常绿的多年生草本，叶基生、对生或轮生，多数品种叶中含有芳香油；花两性，近辐射对称；花萼5裂，花瓣5；果实为蒴果。
廣義的鹿蹄草科可再細分為鹿蹄草亞科及水晶蘭亞科，但有些學者支持將水晶蘭亞科獨立為水晶蘭科。鹿蹄草亞科包含下面的4個屬：

## 属
- 喜冬草属 Chimaphila Pursh
- 独丽花属 Moneses Salisb. ex S.F. Gray
- 单侧花属 Orthilia
- 鹿蹄草属 Pyrola L.

1981年的克朗奎斯特分类法将本科列入杜鹃花目，1998年根据基因亲缘关系分类的APG 分类法和2003年经过修订的APG II 分类法不承认这个科，将本科和杜鹃花科合并。